# Guido II Guidi di Bagno

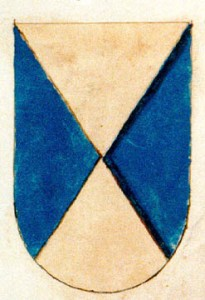
Stemma Guidi di Bagno

Guido II Guidi di Bagno (Mantova, ... – dopo il 1485) è stato un generale e diplomatico italiano.

## Biografia
Era figlio di Guido (?-1431) e di Guglielma degli Atti.
Uomo d'armi, fu al servizio del marchesato di Mantova e combatté valorosamente nella Battaglia di Villabona del 14 giugno 1453, quando Carlo Gonzaga, con l'appoggio dei Veneziani, cercò di attaccare il marchesato di Mantova. Fatto prigioniero, venne liberato solo grazie all'intervento del marchese Ludovico III Gonzaga. Deposte le armi, servì Casa Gonzaga in qualità di diplomatico e nel 1472 venne inviato a Urbino in occasione dei funerali di Battista Sforza, consorte di Federico da Montefeltro. Nel 1484 fu testimone del trattato di alleanza che il marchese di Mantova stipulò con la Repubblica di Venezia. Nel 1485 fu eletto gentiluomo di camera del marchese, ricevendo in dono numerosi terreni. Papa Pio II comprese Guido nella investitura di numerosi feudi a favore del fratello Gianfrancesco, tra i quali Sogliano, Montebello, Monticelli e Montetiffi.

## Discendenza
Sposò in prime nozze Domitilla o Margherita Gonzaga, figlia naturale dal marchese di Mantova Ludovico III Gonzaga, dalla quale ebbe due figli:
- Ricciardo, condottiero, sposò Bianca Nogarola di Verona
- Caterina

In seconde nozze, sposò Margherita degli Uberti di Mantova, dalla quale ebbe otto figli:
- Gianfrancesco, sposò Cornelia della Torre
- Cleofe, monaca del monastero del Corpo di Cristo a Mantova
- Lodovico, religioso e vicario del Cardinale Ercole Gonzaga
- Cecilia, sposò Giovan Francesco Malatesta
- Roberto, uomo d'armi, morì nella battaglia di Fornovo del 1495
- Guido, canonico del duomo di Mantova
- Flaminia, monaca
- Cesare, sposò Margherita Bardelloni